# Pierre Clair de Fondeville
Pour l’écrivain, voir Jean-Henri Fondeville et Fondeville.
Pierre Clair de Fondeville (ou Pierre-Clair de Fondeville), vicomte de Labatut, né le 17 mai 1752 à Saint-Mamet (Haute-Garonne) et mort le 21 septembre 1828 à Labatut-Rivière (Hautes-Pyrénées), est un avocat et un homme politique, premier maire élu de Tarbes en 1791, président du conseil général des Hautes-Pyrénées sous le Premier Empire et la Restauration et maire de Labatut-Rivière.

## Biographie
Pierre Clair de Fondeville est né le 17 mai 1752 à Saint-Mamet (Haute-Garonne),. Il est le fils de Bertrand de Fondeville et de Jacquette de Lassus.

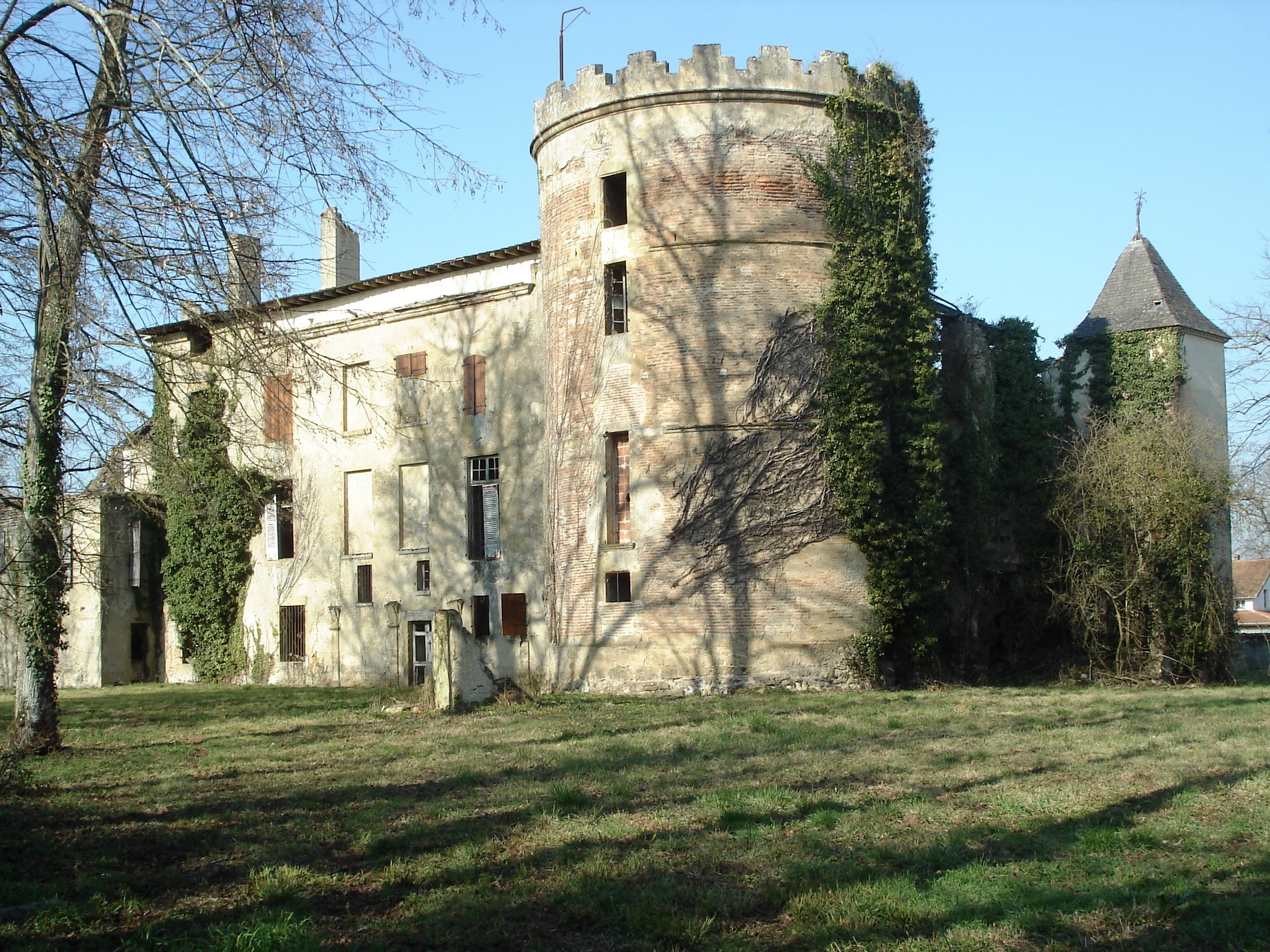
Le château de Labatut-Rivière.

Son père, Bertrand de Fondeville, originaire de Saint-Mamet, est le seigneur de Marignac et de Moustajon (Haute-Garonne). Le 22 juillet 1776, il achète pour son fils Pierre le château de Labatut, village situé au nord des Hautes-Pyrénées, dans la région historique de la Bigorre,.

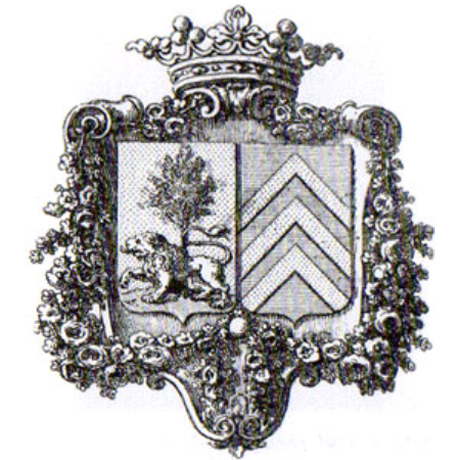
Ex-libris des armes d'alliance de Pierre Clair de Fondeville.

Le 13 février 1779, Pierre Clair de Fondeville épouse Marie Angélique de Gémit de Luscan (née le 18 janvier 1758),.
Bertrand de Fondeville exerce le métier de négociant en import de laines et export de mules vers l'Espagne. Il est assassiné par un de ses concurrents le 11 janvier 1781 sur la route de Marignac à Saint-Béat. Son fils, Pierre Clair de Fondeville, est présent lors de l'assassinat et est lui-même blessé,,. 
Après la mort de son père, Pierre Clair de Fondeville devient seigneur de Marignac, baron de Moustajon, vicomte et abbé laïque de Labatut et seigneur haut justicier de plusieurs terres. Il quitte Marignac peu après l'assassinat de son père et s'installe avec sa famille dans le château de Labatut-Rivière. Il réside par la suite à Tarbes dans une maison qu'il s'est fait construire dans l'actuelle rue du Maréchal-Foch,,.
Franc-maçon, Pierre Clair de Fondeville devient vénérable de la loge de la Paix. À Tarbes, il est à la tête d'un club des feuillants local.
Bien que noble et arborant le titre de vicomte de Labatut, il adhère très tôt aux idées de la Révolution. En 1789, il est nommé chef de la garde nationale de Tarbes. Puis, premier maire de Tarbes en janvier 1790, premier président de l'assemblée départementale des Hautes-Pyrénées (futur conseil général) en juillet 1790 et président du conseil général des Hautes-Pyrénées, dont il est un des fondateurs,. 
Classé Feuillant, il doit démissionner de son poste de président du conseil général des Hautes-Pyrénées et est mis à l'écart durant la Terreur.
Il redevient président du conseil général sous le Consulat, sous le Premier Empire et sous la Restauration,.
Pierre Clair de Fondeville acquiert le 12 juillet 1791 la maison abbatiale et le manoir de l'abbaye de la Case-Dieu, située à Beaumarchés dans le département du Gers, à la suite d'enchères publiques qui se sont déroulées entre le 27 mars 1791 et le 17 juillet 1791, par l'intermédiaire de son ami, Dominique de Sabail, avocat en parlement, grand-père d'Alfred Sabail, pour le prix de 250 100 livres,. Fondeville habita peu l'abbaye. Il avait toutefois demandé et obtenu que des cultes y soient à nouveau autorisés.
Pierre Clair de Fondeville exerce plusieurs mandats locaux à Labatut-Rivière : conseiller municipal et maire de 1808 à 1816, puis de 1821 jusqu'à sa mort en 1828.
Il meurt le 21 septembre 1828 dans son domaine de Labatut-Rivière,.

## Ascendance
- Pierre de Fondeville épouse Françoise de Moustajon ;
  - Bertrand de Fondeville, Vicomte de Labatut, Seigneur de Marignac et de Moustajon (1726-1785) épouse Jaquette de Lassus (1730-1789) ;
    - Pierre Clair de Fondeville, Vicomte de Labatut (1753-1828) marié avec Marie Angélique de Gemit de Luscan.

## Mandats électifs

### Maire de Tarbes
Le 29 janvier 1790, Pierre Clair de Fondeville devient le premier maire élu (et non désigné) de la commune de Tarbes. Il restera maire de la ville jusqu'au 12 juin 1790, date à laquelle il démissionne à la suite de son élection comme président du directoire du département des Hautes-Pyrénées.
En tant que maire de Tarbes, il est chargé avec Bertrand Barère et le marquis Armand-Louis de Gontaut Biron, d'établir le nouveau département des Hautes-Pyrénées, sur la base de l'ancienne région de Bigorre et des « Quatre Vallées » ; et choisir Tarbes comme le chef-lieu de ce nouveau département,.

### Maire de Labatut-Rivière
Pierre Clair de Fondeville est maire de Labatut-Rivière de 1808 à 1816 et de 1821 à 1828.

### Président du directoire du département des Hautes-Pyrénées
Pierre Clair de Fondeville est élu président du directoire du département des Hautes-Pyrénées de 1790 à 1793.

### Président du conseil général des Hautes-Pyrénées
Pierre Clair de Fondeville est élu président du conseil général des Hautes-Pyrénées à plusieurs reprises : de 1802 à 1804, de 1806 à 1811, de 1814 à 1816 et en 1821.

## Hommage

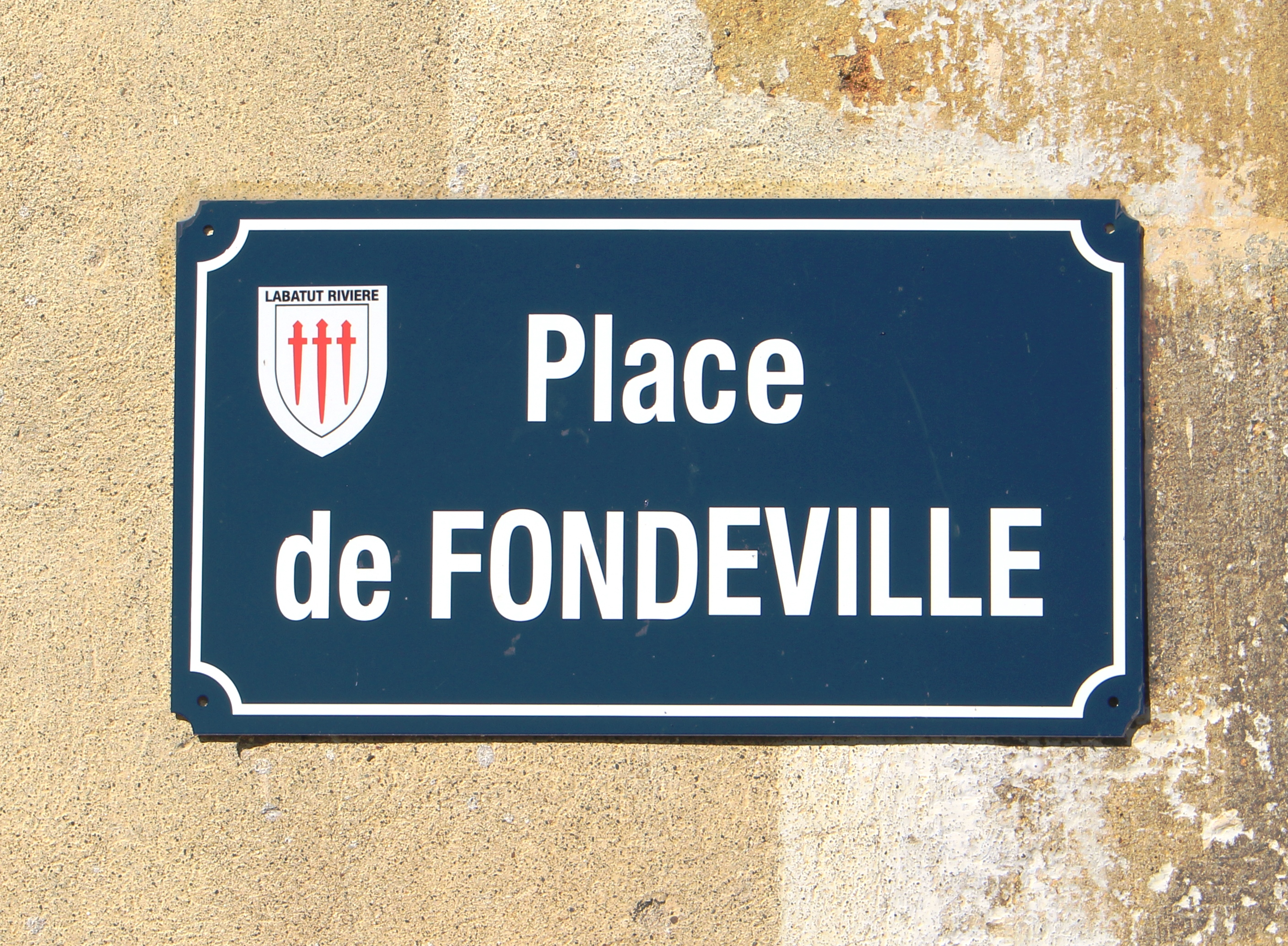
Plaque de la place Fondeville à Labatut-Rivière.

Une place de la commune de Labatut-Rivière porte son nom.

## Publications
Pierre Clair de Fondeville est auteur de plusieurs écrits politiques :
- Suite des Principes du gouvernement monarchique, Paris, 32 p., (BNF 30446466)
- Troisième discours politique. D'un danger particulier et des élections, Tarbes, R. Lagarrigue, 23 p., (BNF 30446468)
- Observations sur l'impôt unique, 9 décembre 1789, 24 p., (BNF 30446463)
- Projet pour le soulagement et l'emploi des pauvres, l'extinction de la mendicité et du vagabondage, essai qui peut servir de suite à un autre, intitulé : "Observations sur l'impôt unique", Tarbes, 35 p., (BNF 30446467)
- Observations sur les impôts, et notamment sur la répartition d'un impôt territorial, Toulouse, 1790, 23 p., (BNF 30446464)
- Des principes du gouvernement monarchique, 1815, Paris, Latour, 33 p., (BNF 30446465)
- Des Assemblées provinciales ou conseils généraux de département, 1816, Tarbes, 11 p., (BNF 30446460)
- Essais de politique et de morale. 4e essai. Des causes des révolutions, 1817, Tarbes, (BNF 36314217)